# Ervilia subcancellata
Ervilia subcancellata är en musselart som beskrevs av E. A. Smith 1885. Ervilia subcancellata ingår i släktet Ervilia och familjen Semelidae. Inga underarter finns listade i Catalogue of Life.